# کاخ ریاست‌جمهوری اغوزخان
کاخ ریاست‌جمهوری اغوزخان (ترکمنی: Oguz han köşk) اقامتگاه و محل کار اصلی رئیس‌جمهور ترکمنستان در میدان استقلال در عشق‌آباد پایتخت ترکمنستان است. برای سال‌ها این محل دفتر مرکزی و خانه ریاست جمهور ترکمنستان بوده‌است. رئیس‌جمهور صفرمراد نیازف که خودش را ترکمن‌باشی نامید و اینجا هم نام او را گرفته‌است از ۱۹۹۷ تا درگذشتش در ۲۰۰۶ در این کاخ زندگی می‌کرد. ساختمان جدید در سال ۲۰۱۱ ساخته شد. به جای ساختمان قدیمی یک کاخ ترکمن‌باشی کوچک در نزدیکی آن بنا شد.

## موقعیت
کاخ قسمتی از یک مجموعه بزرگتر است، کاخ ریاست جمهوری در سمت غربی مجموعه در حاشیه میدان استقلال قرار گرفته‌است. این مجموعه در شمال به خیابان کارل مارکس و از جنوب به خیابان گالکینیش محدود می‌شود. این خیابان تا انتهای جنوب شرقی مجموعه ادامه می‌یابد و به میدان گالکینیش می‌رسد. از سمت شرق به خیابان بویوک صفرمراد ترکمن‌باشی می‌رسد.

## کاخ ترکمن‌باشی

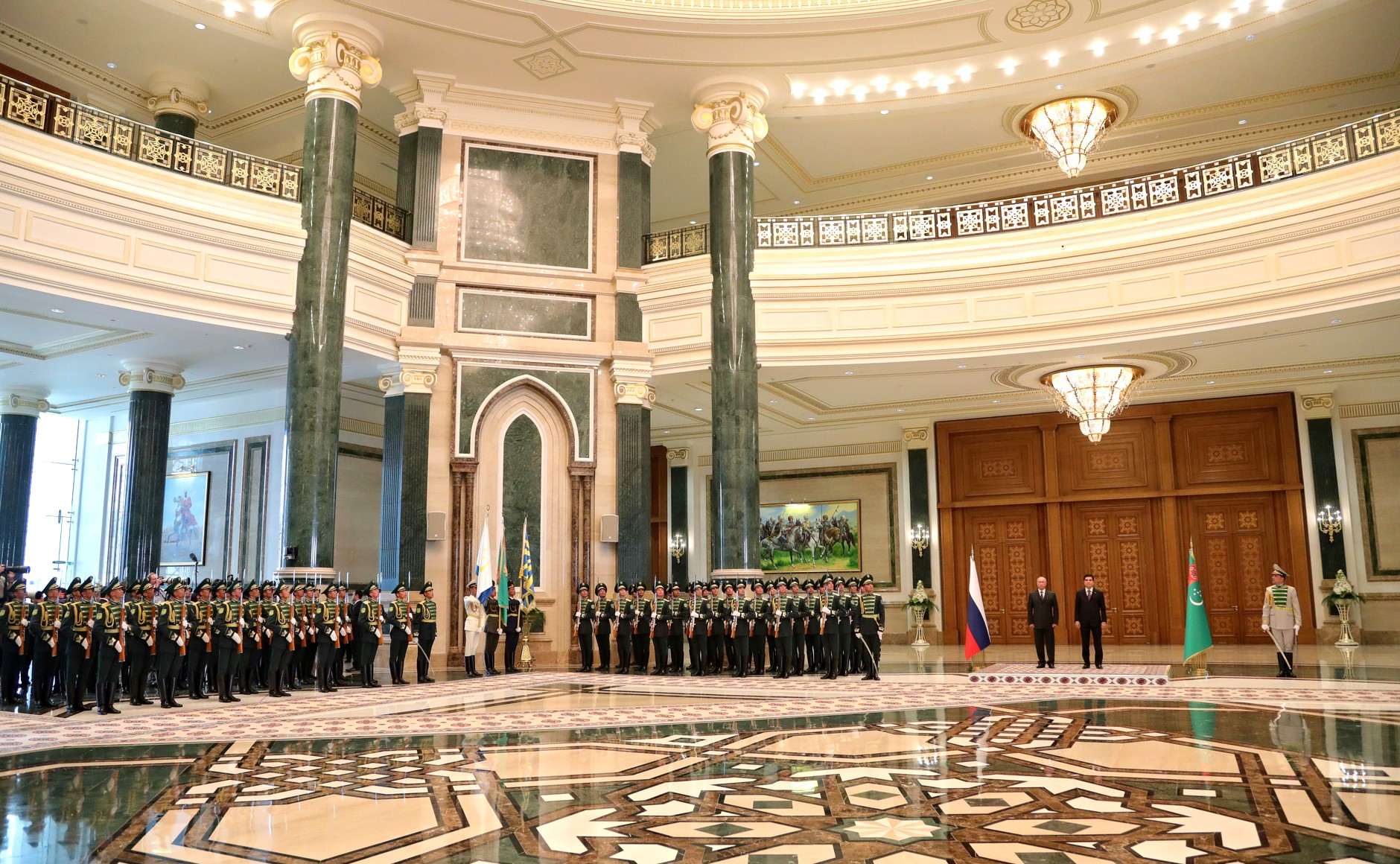
سالن مراسم اصلی کاخ مورد استفاده برای مراسم استقبال از رهبران خارجی.

شرکت ساختمانی فرانسوی بویگس در سال ۱۹۹۷ کاخ ریاست جمهوری را برای رئیس‌جمهور ترکمنستان صفرمراد نیازف ساخت. کاخ اصلی ریاست جمهوری با ظاهر پر زرق و برقش جلب توجه می‌کرد، اما پس از گذشت زمان پایین‌تر از ساختمان‌های بزرگ در قزاقستان غنی به نفت یا حتی تاجیکستان فقیر قرار گرفت.

## تاریخچه
این کاخ توسط شرکت ساختمانی فرانسوی بوویگ ساخته شد. ساختمان آن در سال ۲۰۰۸ آغاز و در ۱۸ مه ۲۰۱۱ به اتمام رسید. اولین رئیس‌جمهوری که در این کاخ مستقر شد، قربان‌قلی بردی‌محمدف، دومین رئیس‌جمهور ترکمنستان بود. ٰرئیس‌جمهور ترکمنستان در مراسم افتتاحیه شرکت کرد. ساختمان کاخ جدید ۲۵۰ میلیون دلار هزینه برداشت.

### تالارها

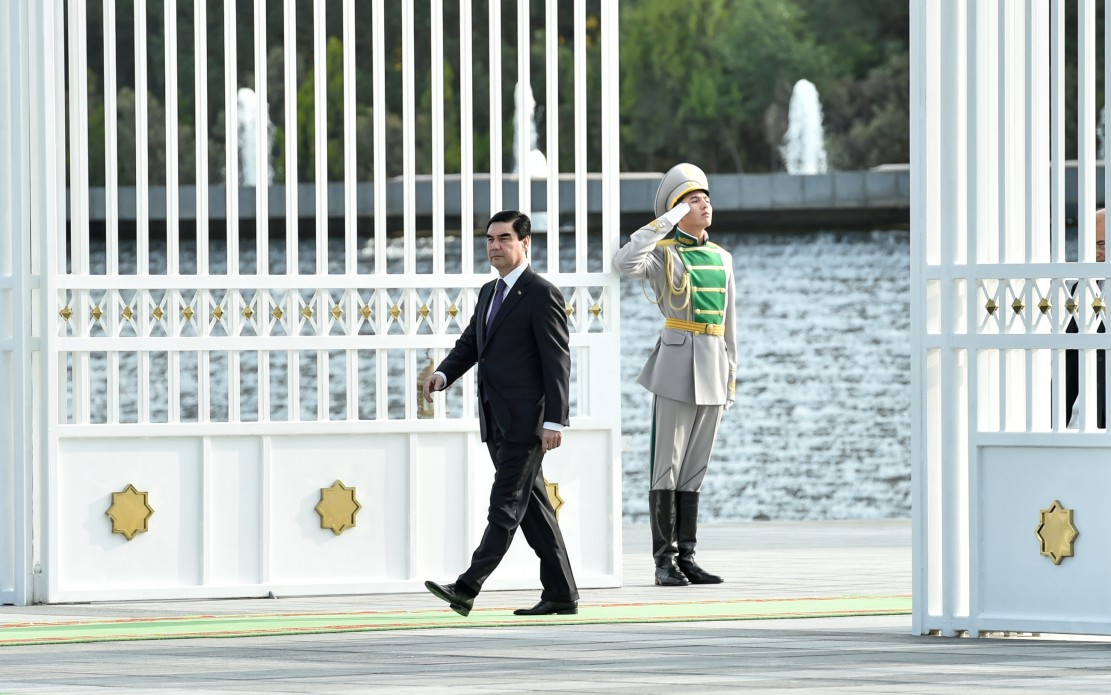
قربان‌قلی بردی‌محمدف در جلوی دروازه کاخ.

در سالن مرکزی کاخ مراسم خوش‌آمدگویی انجام می‌شود. «سالن طلایی» در بالاترین سطح در یک محدوده باریک برای گفتگوهای دوجانبه طراحی شده‌است. سالن «گرکوت آتا» برای مذاکرات طراحی شد. سالن «سجوک خان» محل امضای قراردادهای دوجانبه و قراردادهای بین دولت‌ها است. در سالن «بایرام خان» بعد از مذاکرات در بالاترین سطوح برای مطبوعات معروف و خبرگزاری بین‌المللی نشست‌های رسانه‌ای گذاشته می‌شود. تالار «مخدوم‌قلی» برای ملاقات‌های مختلف و رویدادهای فرهنگی طراحی شده‌است.

## نگاره‌ها

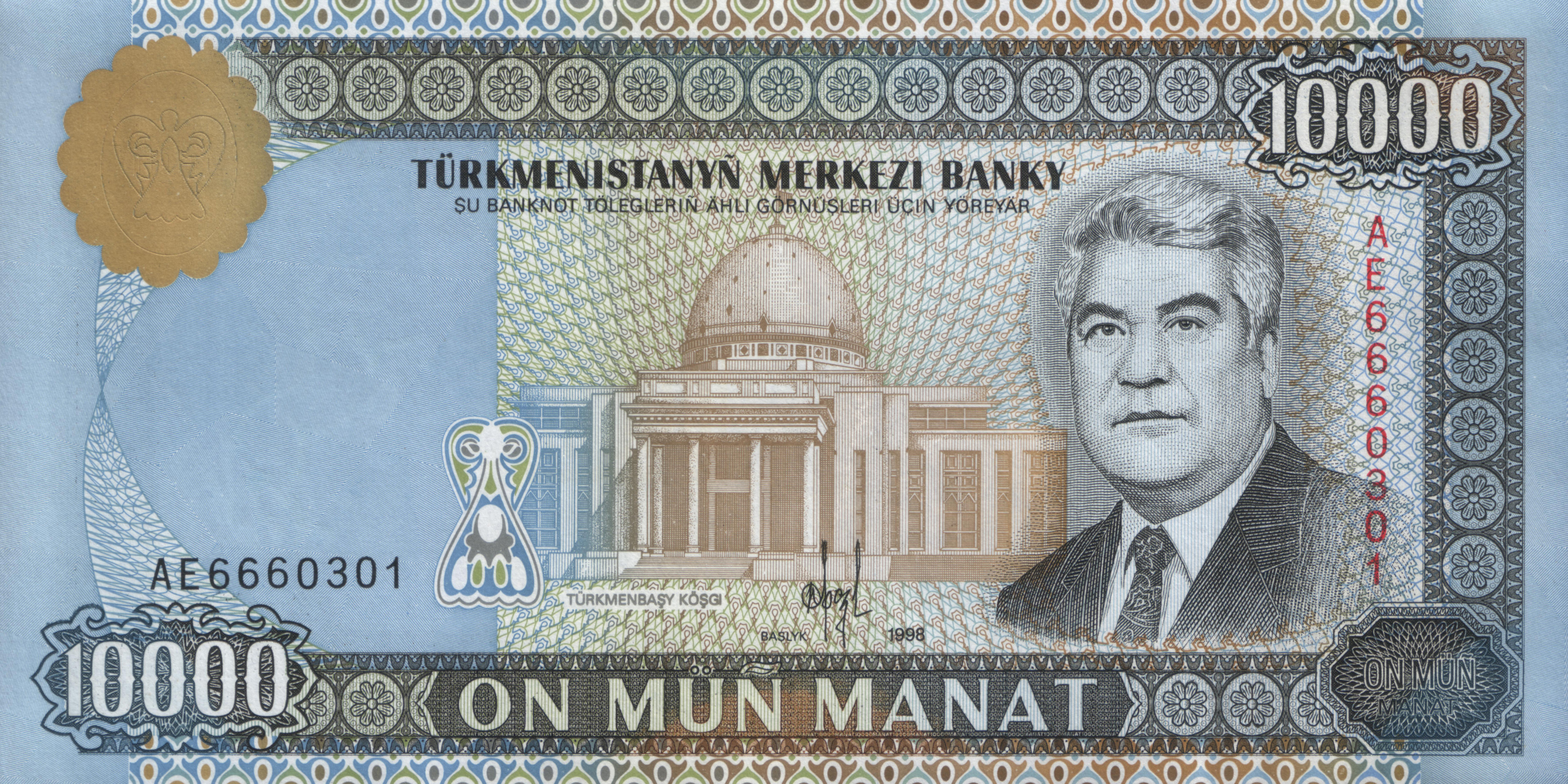
۱۰٬۰۰۰ منات (۱۹۹۸)
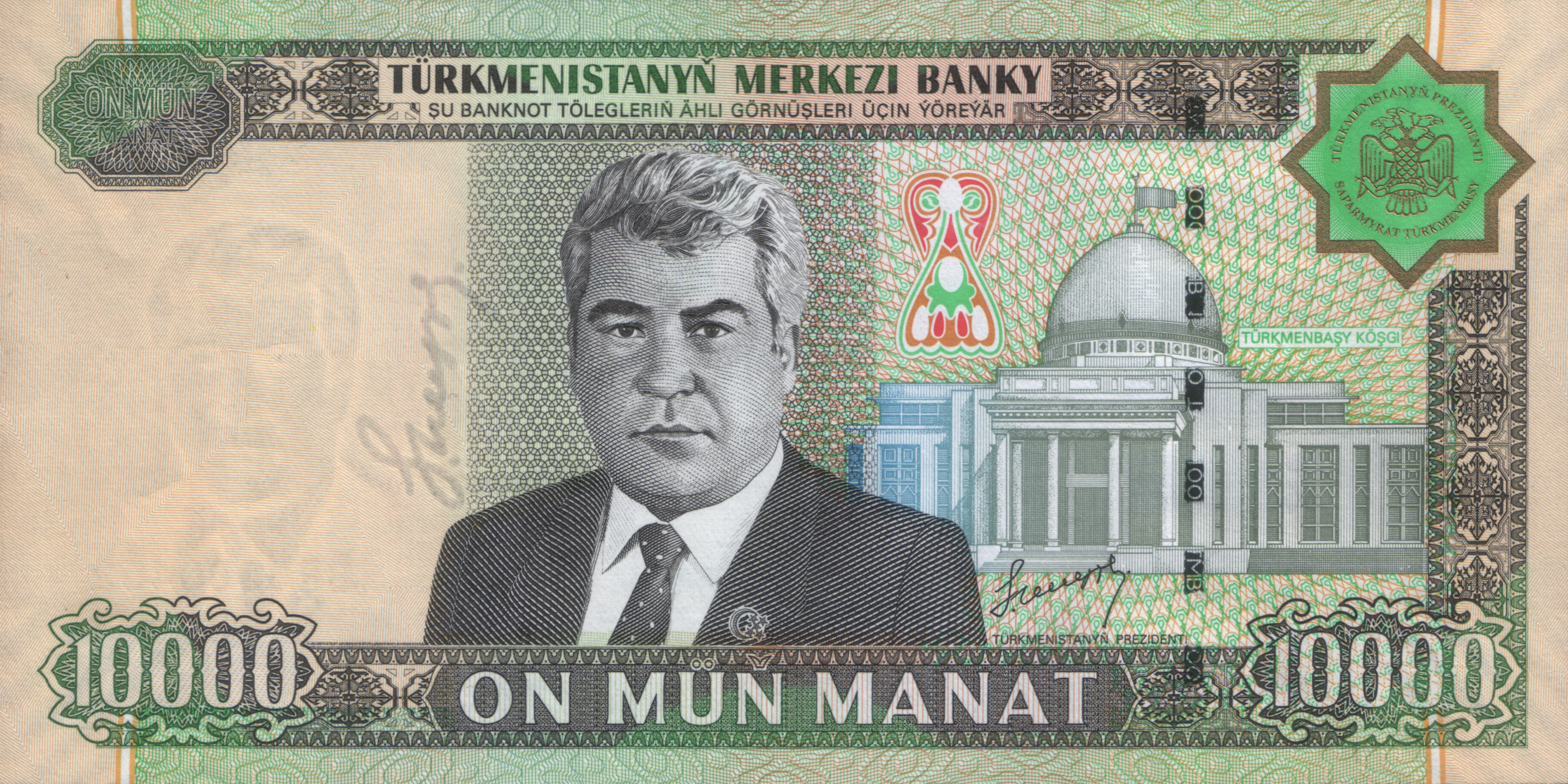
۱۰٬۰۰۰ منات (۲۰۰۵)
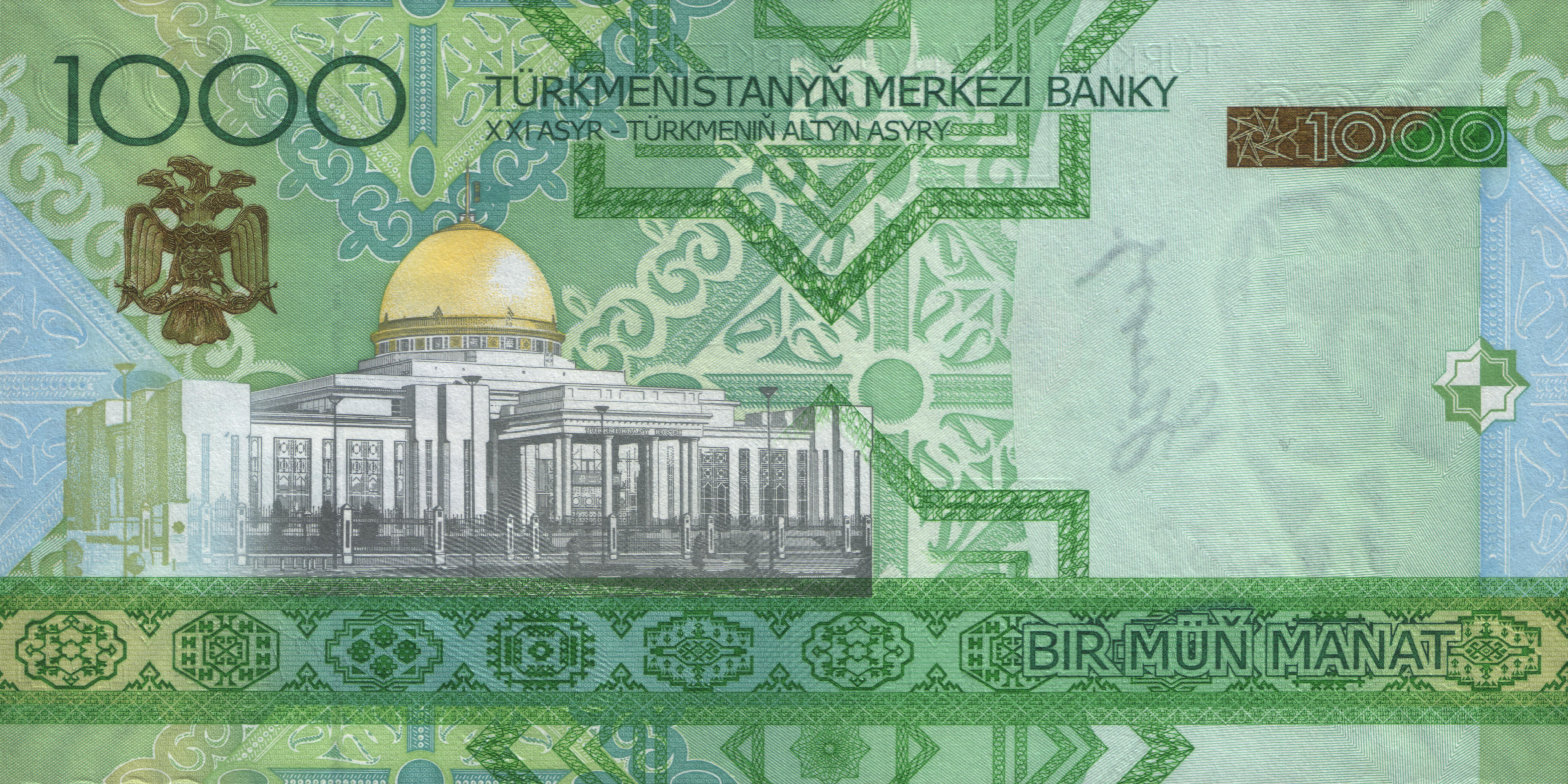
۱٬۰۰۰ منات (۲۰۰۵)
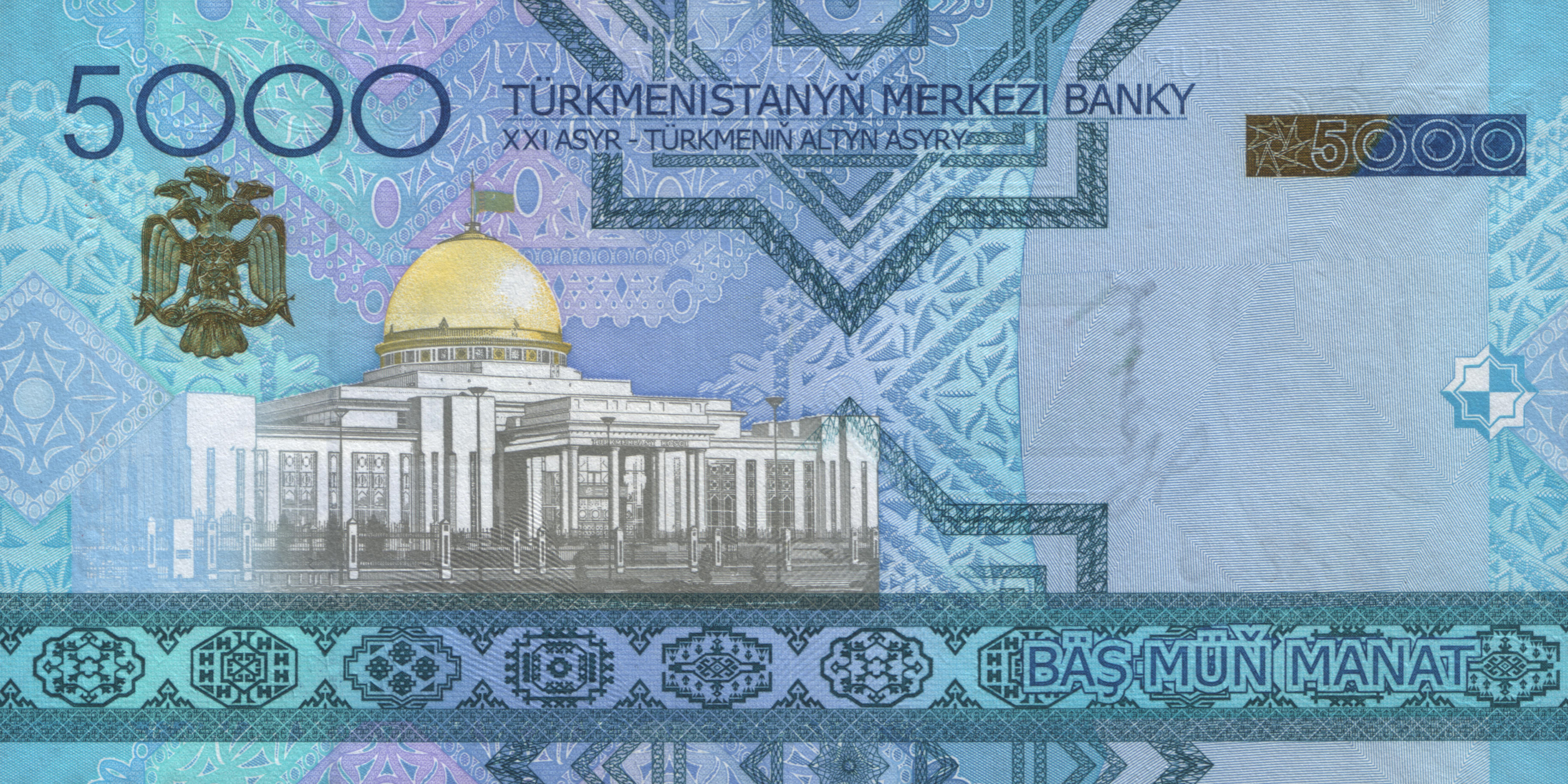
۵٬۰۰۰ منات (۲۰۰۵)
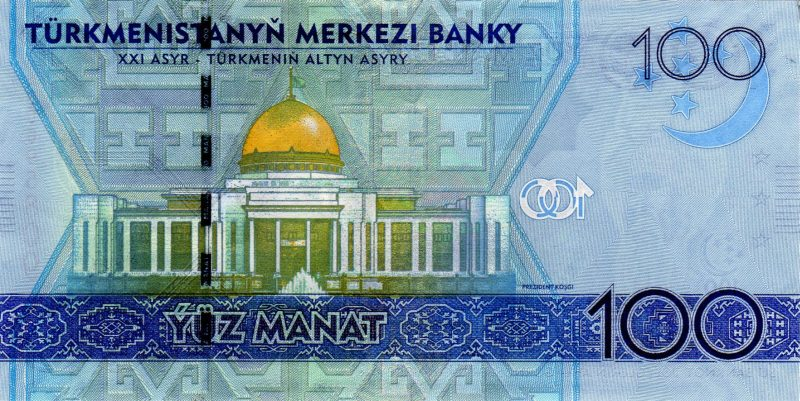
۱۰۰ منات (۲۰۰۹)